# 진원 (가수)
진원(본명: 진대원, 1989년 1월 21일 ~ )은 대한민국의 가수이자 배우이다.

## 학력
- 서울예술대학교

## 음반
- 《Good night sleep tight》 (2020년)
- 《장난》 (2019년)
- 《무슨 말이 더 필요한데》 (2019년)
- 《너만한 여자 없더라》 (2019년)
- 《헤어지던 날》 (2018년)
- 《연습했던 고백》 (2018년)
- 《다시 사랑한다 말할까》 (2017년)
- 《지금 뭐해, 자니?》 (2017년)
- 《So Beautiful》 (2016년)
- 《세레나데》 (2016년)
- 《고백하는 말》 (2016년)
- 《노래를 불러서》 (2016년)
- 《고칠게 - 다시부르기》 (2014년)
- 《Baek Seung Heon》 (2012년)
- 《아무렇지 않더라》 (2011년)

### OST
- 《사랑은 뷰티풀 인생은 원더풀 OST Part 8》 (2020년)
- 《하나뿐인 내편 OST Part 8》 (2018년)
- 《러브포텐 - 순정의 시대 OST Part 4》 (with 클라라) (2013년)
- 《다섯남자와 아기천사 OST》 (2008년)

## 출연작

### 영화
- 《아들》 (2007년) - 진짜 이준석 역

### 드라마
- 《러브포텐 - 순정의 시대》 (2013년, 웹드라마)
- 《KBS 드라마 스페셜 - 복마전》 (2012년, KBS2) - 최성욱 역
- 《바보엄마》 (2012년, SBS) - 데이빗 역
- 《무신》 (2012년, MBC) - 태손 역
- 《빅히트》 (2011년, E채널) - 백서준 역
- 《최강 울엄마》 (2007년, KBS2) - 최강 역
- 《성교육닷컴》 (2006년, Mnet) - 원 역

### 방송
- 《슈퍼스타K 2016》 (2016년, Mnet)
- 《다섯 남자와 아기천사》 (2008년, Mnet)